# 金罗镇 (澧县)
金罗镇，是中华人民共和国湖南省常德市澧县下辖的一个乡镇级行政单位。

## 行政区划
金罗镇下辖以下地区：
幸福桥社区、金鸡岭社区、桃园村、八一村、伍家铺村、石龟山村、金园村、卫星村、朝阳寺村、界溪河村、新颜村、玉溪村、星园村、高农村、高家村、福神村、努力村、张顺桥村、联盟村和同福桥村。